# Brachyplatystoma flavicans
A dourada ou doirada (Brachyplatystoma flavicans ou Brachyplatystoma rousseauxii) é um peixe da família dos Pimelodídeos (Pimelodidae). É um tipo de bagre, chegando a atingir cerca de 40 kg e pode medir até 1,50 m de comprimento.

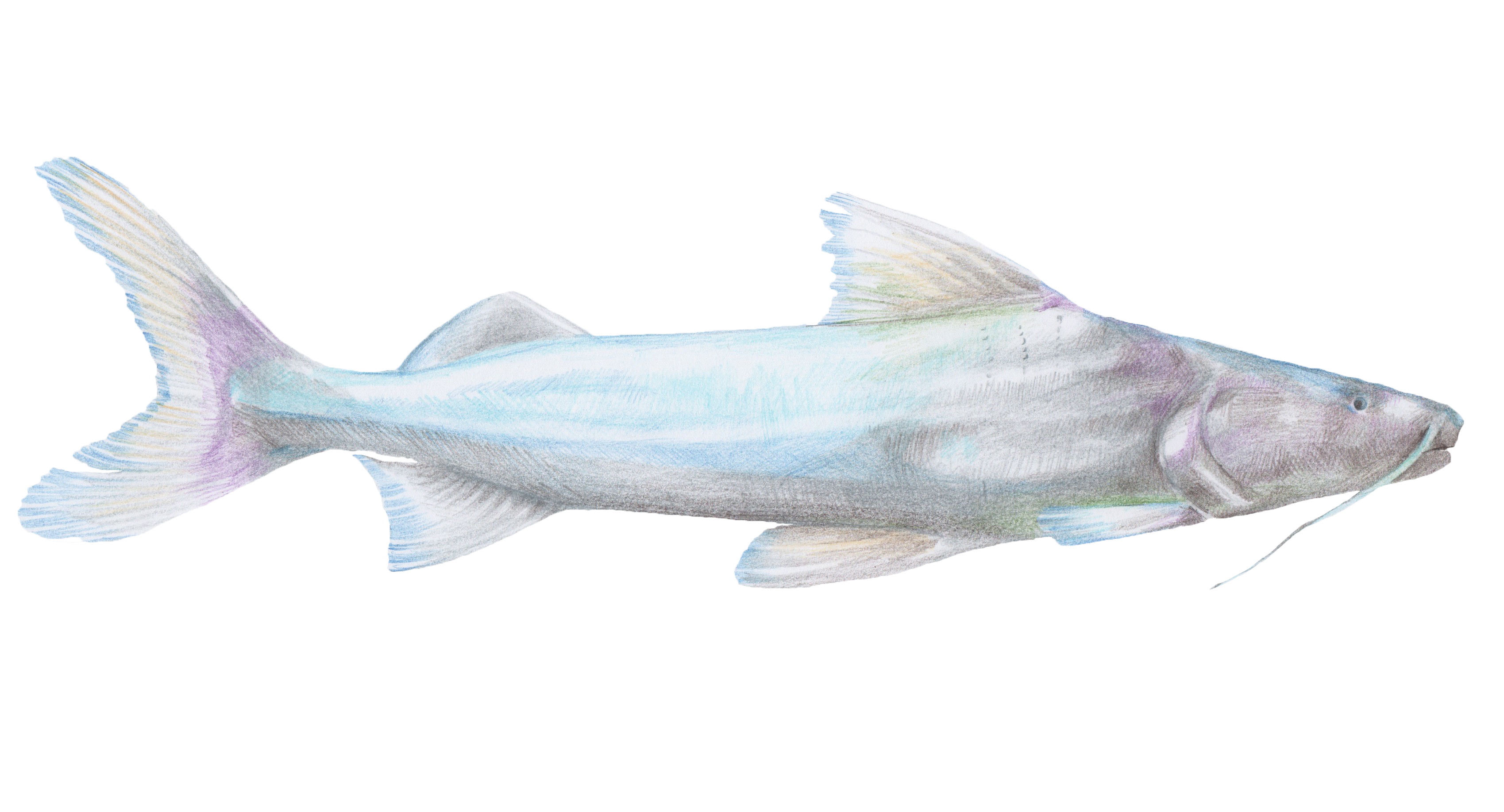
Desenho a lápis da dourada.

É um peixe cujo habitat exclusivo se situa na bacia do rio Amazonas, em cursos de água com um caudal médio ou grande. Tem o corpo avermelhado, com faixas escuras no dorso e cabeça platinada com curtas barbelas.
Os machos atingem a maturidade sexual quando atingem os 107 cm de comprimento, enquanto que as fêmeas apenas se tornam férteis com cerca de 123 cm, ocorrendo a desova algum tempo mais tarde (quando os machos apresentam 111,3 cm ou 130,1, no caso das fêmeas. A desova ocorre quando o caudal do rio é menor.
É um peixe muito apreciado pelo seu sabor, além de conter pouca gordura. É uma das dez espécies de peixe a sustentar a indústria pesqueira na zona Amazónica do Peru.
Não deve ser confundido com o peixe Salminus brasiliensis, popularmente conhecido por dourado.

## Ligação externa
Referência 1: DOURADA
Referência 2: Dourada 02